# Andigné
Andigné és un municipi francès situat al departament de Maine i Loira i a la regió de País del Loira. L'any 2007 tenia 314 habitants.

## Demografia

### Població
El 2007 la població de fet d'Andigné era de 314 persones. Hi havia 120 famílies de les quals 28 eren unipersonals (16 homes vivint sols i 12 dones vivint soles), 40 parelles sense fills, 48 parelles amb fills i 4 famílies monoparentals amb fills.
La població ha evolucionat segons el següent gràfic:
Habitants censats

### Habitatges
El 2007 hi havia 148 habitatges, 122 eren l'habitatge principal de la família, 16 eren segones residències i 10 estaven desocupats. 142 eren cases i 5 eren apartaments. Dels 122 habitatges principals, 96 estaven ocupats pels seus propietaris i 26 estaven llogats i ocupats pels llogaters; 8 tenien dues cambres, 13 en tenien tres, 29 en tenien quatre i 72 en tenien cinc o més. 88 habitatges disposaven pel capbaix d'una plaça de pàrquing. A 46 habitatges hi havia un automòbil i a 62 n'hi havia dos o més.

### Piràmide de població
La piràmide de població per edats i sexe el 2009 era:
| Homes | Edats   | Dones |
| ----- | ------- | ----- |
| 0     | 95 o +  | 0     |
| 0     | 90 a 94 | 0     |
| 0     | 85 a 89 | 8     |
| 8     | 80 a 84 | 8     |
| 4     | 75 a 79 | 12    |
| 0     | 70 a 74 | 0     |
| 8     | 65 a 69 | 4     |
| 4     | 60 a 64 | 8     |
| 4     | 55 a 59 | 4     |
| 8     | 50 a 54 | 8     |
| 12    | 45 a 49 | 16    |
| 4     | 40 a 44 | 0     |
| 4     | 35 a 39 | 16    |
| 8     | 30 a 34 | 16    |
| 24    | 25 a 29 | 0     |
| 8     | 20 a 24 | 12    |
| 12    | 15 a 19 | 20    |
| 0     | 10 a 14 | 4     |
| 12    | 5 a 9   | 8     |
| 12    | 0 a 4   | 4     |

## Economia
El 2007 la població en edat de treballar era de 187 persones, 164 eren actives i 23 eren inactives. De les 164 persones actives 152 estaven ocupades (80 homes i 72 dones) i 12 estaven aturades (3 homes i 9 dones). De les 23 persones inactives 13 estaven jubilades, 6 estaven estudiant i 4 estaven classificades com a «altres inactius».

### Ingressos
El 2009 a Andigné hi havia 121 unitats fiscals que integraven 343 persones, la mediana anual d'ingressos fiscals per persona era de 16.099 €.

### Activitats econòmiques
Dels 4 establiments que hi havia el 2007, 2 eren d'empreses de construcció i 2 d'empreses de serveis.
Dels 2 establiments de servei als particulars que hi havia el 2009, 1 era un guixaire pintor i 1 lampisteria.
L'any 2000 a Andigné hi havia 20 explotacions agrícoles que ocupaven un total de 504 hectàrees.

## Equipaments sanitaris i escolars
El 2009 hi havia una escola elemental.

## Poblacions més properes
El següent diagrama mostra les poblacions més properes.